# Sotavento (servicio ferroviario)

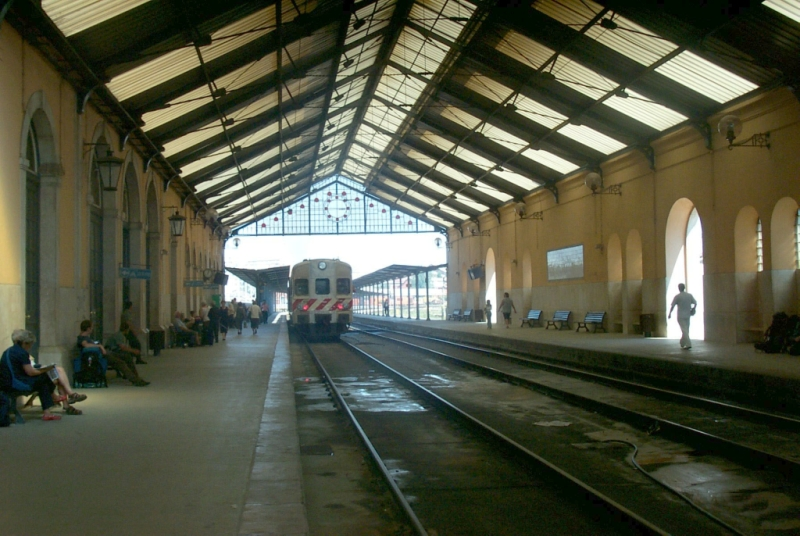
Sotavento

El Sotavento fue un servicio ferroviario de la Companhia dos Caminhos de Ferro Portugueses y de su sucesora, los Caminhos de Ferro Portugueses. Considerada una composición rápida, permitía las conexiones entre Lisboa y el Algarve, en Portugal.

## Características
Este servicio, de la clase "Rápido", unía Lisboa al Algarve por vía ferroviaria, siendo efectuado el paso del Río Tajo, entre Lisboa y Barreiro, por vía fluvial.
Este servicio contaba, inicialmente, solo con la primera clase, siendo la segunda clase introducida entre 1981 y 1984; todas las composiciones incluían un vagón-cafetería, y se realizaba, normalmente, los lunes, miércoles, viernes y sábados, y, durante la época estival, también en los martes y jueves. Gran parte de los pasajeros de este servicio eran turistas, procedentes del extranjero.

## Historia
En 1973, comenzaba en Barreiro y terminaba en Villarreal de San Antonio-Guadiana, efectuando paradas en las estaciones de Setúbal, Tunes, Albufeira, Loulé, Faro, Olhão y Tavira.
En 1980, el servicio ya había sufrido alteraciones, con la supresión de la parada en Setúbal de los horarios, y la introducción de las estaciones de Fuseta, Livramento, Luz, Conceição, Cacela, Castromarín y Villarreal de San Antonio. En 1983, las locomotoras de la Serie 1800, que realizaban este servicio, fueron sustituidas por las locomotoras de la Serie 1900.